# ルノー・日産・三菱アライアンス
ルノー・日産・三菱アライアンス（ルノー・にっさん・みつびしアライアンス、英語: Renault–Nissan–Mitsubishi Alliance）とは、フランスの大手自動車メーカー、ルノーと日本の大手自動車メーカー、日産自動車と三菱自動車工業が締結したパートナーシップ関係の事である。2016年以前はルノー・日産アライアンスと呼ばれた。

## 概要

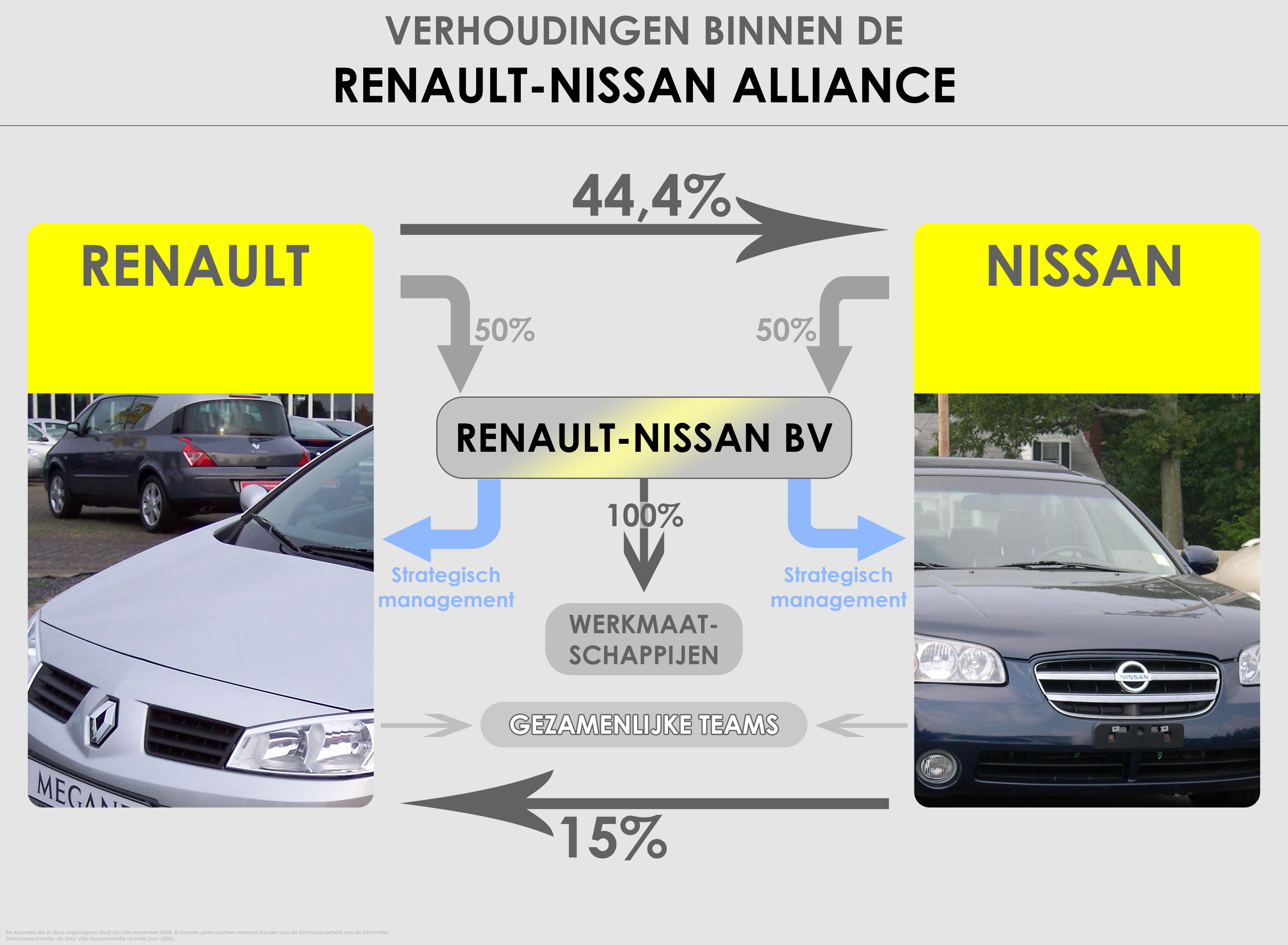
ルノー＝日産アライアンス

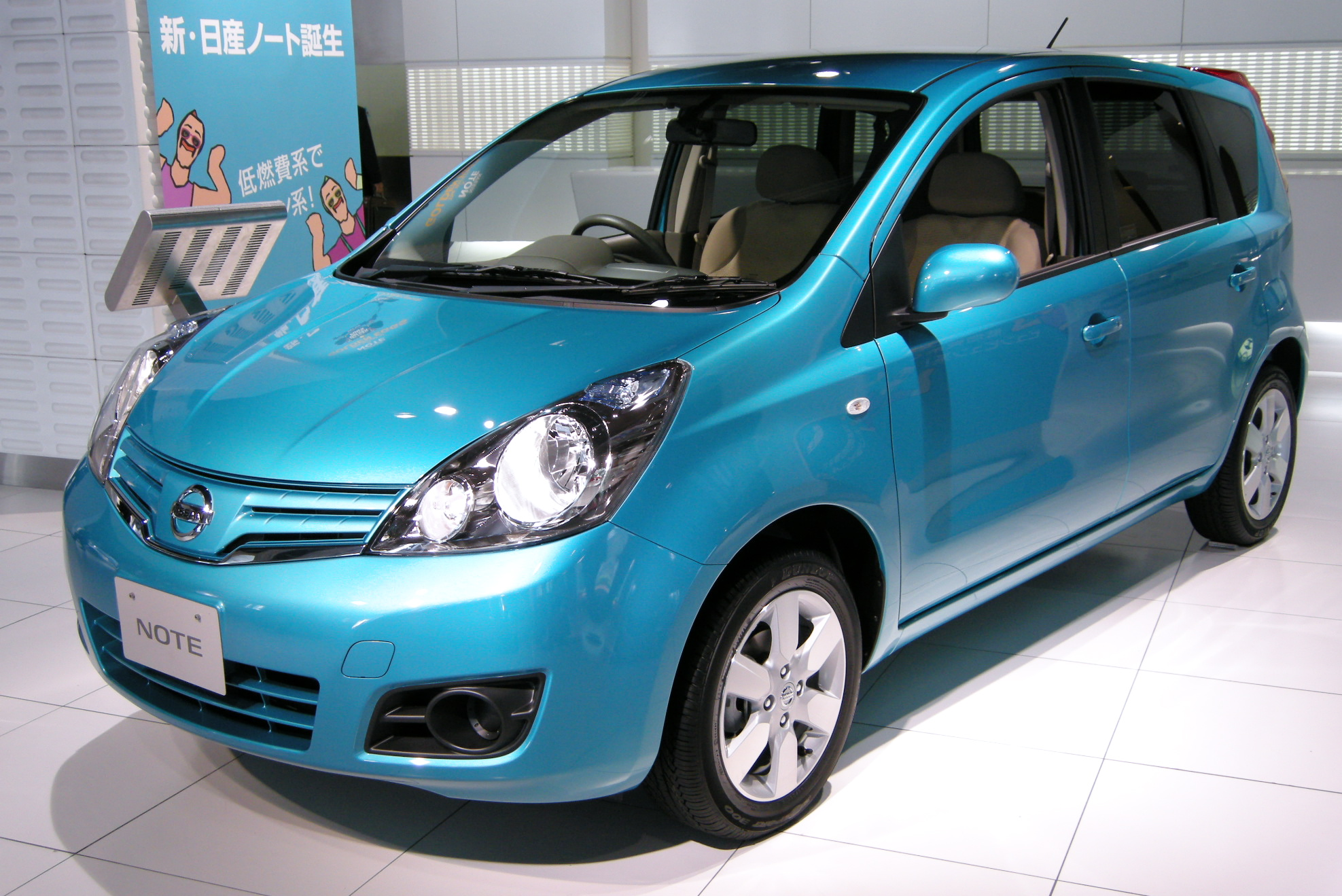
ルノー・ルーテシアとプラットフォームを共有する日産・ノート

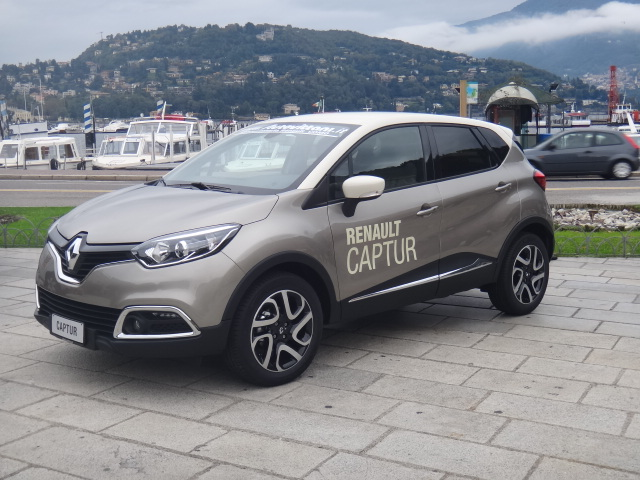
日産・ジュークとプラットフォームを共有するルノー・キャプチャー

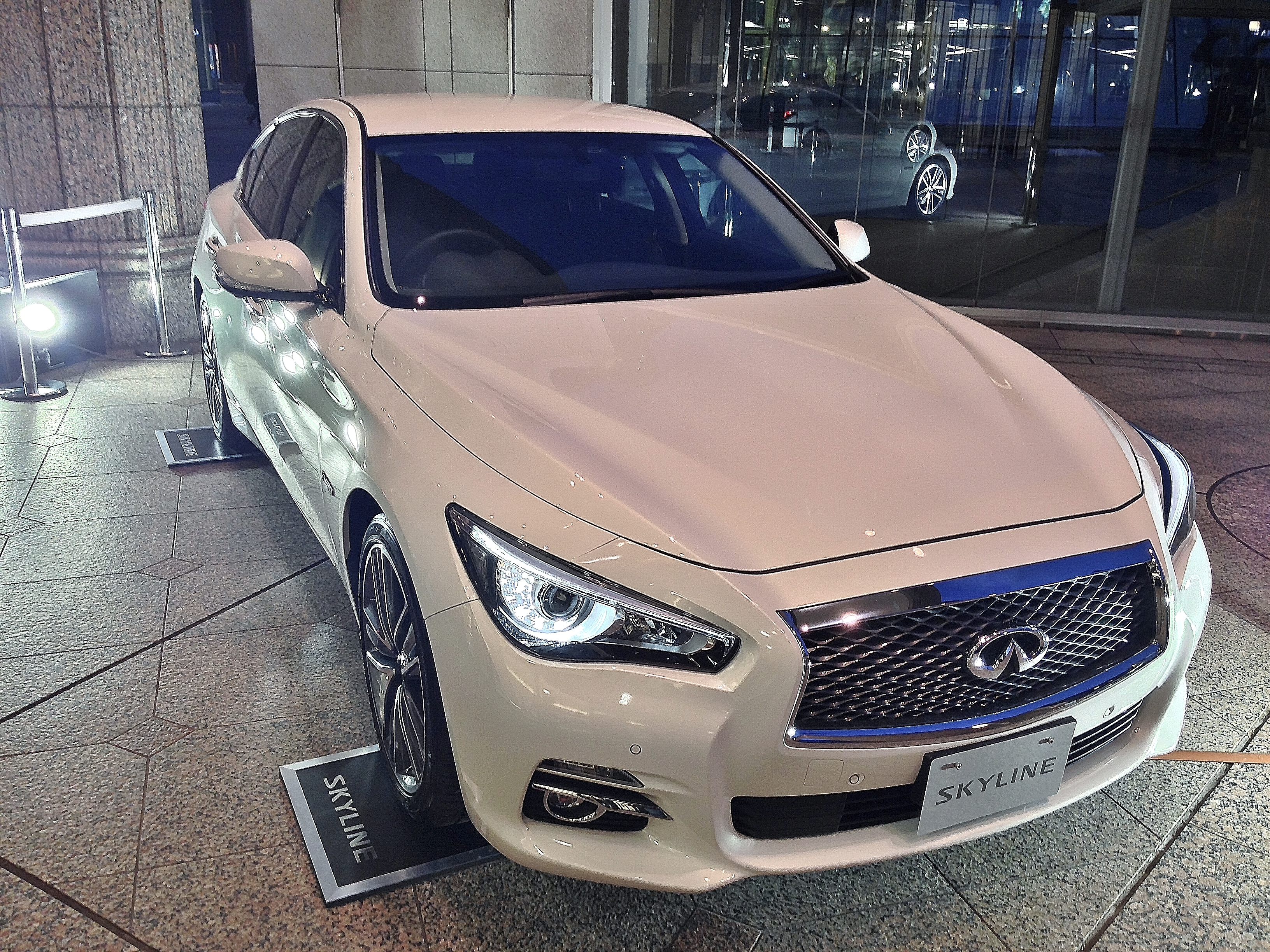
インフィニティ・Q50（日本名は日産・スカイライン）

バブル崩壊と901運動の余波により、2兆円の有利子負債を抱えて経営破綻寸前であった日産自動車は、1999年にフランスのルノー傘下に入って、人的・経済的支援を受けて経営を立て直すことになった。「コストカッター」と呼ばれるルノー社長カルロス・ゴーンが辣腕を振るったことにより、日産は2003年に負債を完済した。
2006年5月より、ルノーは日産株の44パーセントを所有し日産を連結子会社としていたが、日産もルノー株全体の15パーセントを所有しており一部持合となっていた。なおフランスの法律によって日産の保有するルノー株は日産が保有する間は議決権が行使できない。資本関係上は日産がルノーの連結子会社となっていた。ルノーからは多くが日産の役員として送り込まれていたほか、多くの管理職クラスの人員も送り込まれているが、ルノーに日産出身の役員は皆無である（2008年にルノーに日産から副社長が送り込まれている）。株式の時価総額は2018年まで子会社の日産本体のほうが多く、「日産に投資するよりもむしろ、親会社のルノー本体に投資するほうが理にかなう」逆転現象が起きている。
ビジネス上では、車台（プラットフォーム）やトランスミッションなどの部品の共通化や購買の共同化によってコストダウンを図っているほか、ルノーの車を日産ブランドで販売、日産車をルノーのブランドで販売するなどの相互のOEM供給も行っている。また、同じルノー傘下である韓国のルノーコリアにおいてもこのアライアンスを生かし、自社はもちろん、ルノーや日産ブランドでの製造・輸出を行っている。
2005年1月には、当時のルノー会長であるルイ・シュヴァイツァーが、「2010年までに日産自動車とともに世界市場の10%のシェアを確保し、年間400万台の生産を達成する」という目標を掲げた。ルノーは傘下の日産を含めて、自社が「フォルクスワーゲングループを上回る欧州最大の自動車メーカーである」と述べている。
2010年4月7日、アライアンスはダイムラーAGと戦略的パートナーシップを締結した。2023年現在は、メルセデス・ベンツ・グループと資本提携を解消しルノーのみ関係を継続している。
2012年には日産の高級車ブランドであるインフィニティを、本社機能を香港に移して事実上独立させた。
2014年には、2018年までにルノー・日産の部品共通化を7割まで拡大すると発表した。
2016年4月に三菱自動車の燃費偽装問題が発覚した事に関連し、5月12日に日産が2,370億円で三菱自動車の発行済み株式の34%を取得し筆頭株主となり、戦略的アライアンスを締結すると共に、三菱自動車の再建を支援すると発表した。2016年10月20日に日産が2,370億円で三菱自動車工業の発行済み株式の34%を取得し筆頭株主となり、ルノー・日産アライアンスに加わったことを発表した。
2017年9月15日、アライアンスはそのシナジー効果を年間で100億ユーロへと倍増させる新6か年計画「アライアンス2022（ALLIANCE 2022）」と共に、アライアンスの新ロゴを発表した。新ロゴにはこれまでのルノー・日産に、2016年に日産が筆頭株主となった三菱自動車の意を加えた「RENAULT NISSAN MITSUBISHI」の文字が描かれている。同計画内ではアライアンスにおける三菱自動車の役割が明記されており、プレスリリース 内においてもゴーンは「メンバー3社」と表現している為、アライアンスはルノー・日産と同格の主要メンバーとして三菱自動車を加え、新たな関係へ移行した事を窺わせた。さらに同計画では、アライアンス全体のパワートレインの共通化を従来の1/3から3/4に拡大するとしている。
2017年上半期の自動車販売台数は526万8079台で、トヨタ自動車グループやフォルクスワーゲングループを抑え初の世界首位に立った。ただし下半期を含めた一年の売り上げはVWグループに次ぐ2位であった。

2018年11月にカルロス・ゴーンおよびグレッグ・ケリーが金融商品取引法違反で東京地検特捜部に逮捕されて以降、日仏両政府まで巻き込んだ動きが展開された。
2020年半ばにインフィニティ本社を日産本社にある横浜に戻した。

## 構成会社
現在
- 日本
  - 日産自動車
  - 三菱自動車工業
- フランス
  - ルノー
  - アルピーヌ
- 韓国
  - ルノーコリア
- ルーマニア
  - ダチア

過去
- ロシア
  - アフトヴァース - 2022年4月解消